# Государственное издательство РСФСР
«Госуда́рственное изда́тельство РСФСР» — советское государственное издательство. Основано в 1919 году в Москве. Ликвидировано в 1930 году. Объединяло под собой другие издательства и выполняло регуляторную и контрольную функции.

## История
Образовано при Народном комиссариате просвещения РСФСР 20 мая 1919 года в соответствии с Положением ВЦИК по инициативе А. В. Луначарского посредством объединения «Издательства ВЦИК», «Издательства Народного комиссариата просвещения», «Издательства Исполнительного комитета Петроградского совета рабочих и красноармейских депутатов», «Издательства Исполнительного комитета Московского совета рабочих и красноармейских депутатов» и издательства «Коммунист».
В функции издательства входила собственно издательская деятельность (в основном политическая и учебная литература), регулирование и контролирование «деятельности всех учёных и литературных обществ, а равно всех прочих издательств» (планирование, распределение ресурсов), цензура (до образования в 1922 году Главного управления по делам литературы и издательств. В дальнейшем деятельность «Государственного издательства РСФСР» находилась вне юрисдикции Главного управления по делам литературы и издательств). Издательство возглавляла редакционная коллегия, председатель и члены которой предоставлялись Народным комиссариатом просвещения, назначались Советом народных комиссаров и утверждались Всероссийской центральной исполнительной комиссией.
2 июля 1923 года в рамках новой экономической политики издательство было реорганизовано в издательский трест универсального типа и переименовано в «Государственное издательство Народного комиссариата просвещения РСФСР». В 1924—1927 годах в состав треста вошли издательства «Красная новь», «Прибой», «Военный вестник», «Долой неграмотность», «Государственное военное издательство» и другие. Он стал обширно издавать научную и справочную литературу, художественную литературу, а также более шестидесяти журналов, в частности, «Звезда», «Книга и революция», «Красная новь», «На литературном посту», «Перевал», «Печать и революция» и другие. В подчинении треста находились «Первая образцовая типография», типография «Красный пролетарий», нотопечатная типография, «Печатный двор». Он имел отделения во многих крупных городах СССР: Ленинграде, Казани, Астрахани, Смоленске и других.
8 октября 1930 года трест был преобразован в «Объединение государственных книжно-журнальных издательств». Всего в 1919—1930 годах трестом было издано 29 555 наименований книг и брошюр общим тиражом 610,3 млн экземпляров.

## Руководители
- 1919—1921 — председатель редакторской коллегии Вацлав Вацлавович Воровский
- 1921—1924 — председатель редакторской коллегии Отто Юльевич Шмидт
- 1927—1930 — председатель редакторской коллегии Артемий Багратович Халатов[8]